# Chūai
Chūai (jap. 仲哀天皇, Chūai-tennō; † 6. Februar 200) war nach den alten Geschichtsbüchern Kojiki und Nihonshoki der 14. Tennō von Japan (192–200) und soll Sohn von Prinz Yamatotakeru  und damit ein Enkel des Kaisers Keikō gewesen sein.
Die meisten Historiker halten ihn für eine mythologische Person. Wenige sehen in ihm eine Person, die durch historische Fakten belegt wird.
Seine Kaiserin war Jingū-kōgō, die nach diesen zwei Dokumenten Krieg gegen Korea führte. Auch sie wird von manchen als eine mythologische Person angesehen. Das Nihonshoki setzt sie mit Himiko gleich. Diese Gleichsetzung ist durch neuere Forschungen hingegen widerlegt.